# 约翰尼·海恩斯
约翰尼·海恩斯（英語：Johnny Haynes，1934年10月17日—2005年10月18日），英格兰男子足球运动员，场上位置是前锋。他曾代表英格兰代表队参加1954年、1958年和1962年国际足联世界杯。他于2005年去世，享年71岁。